# Knesselare

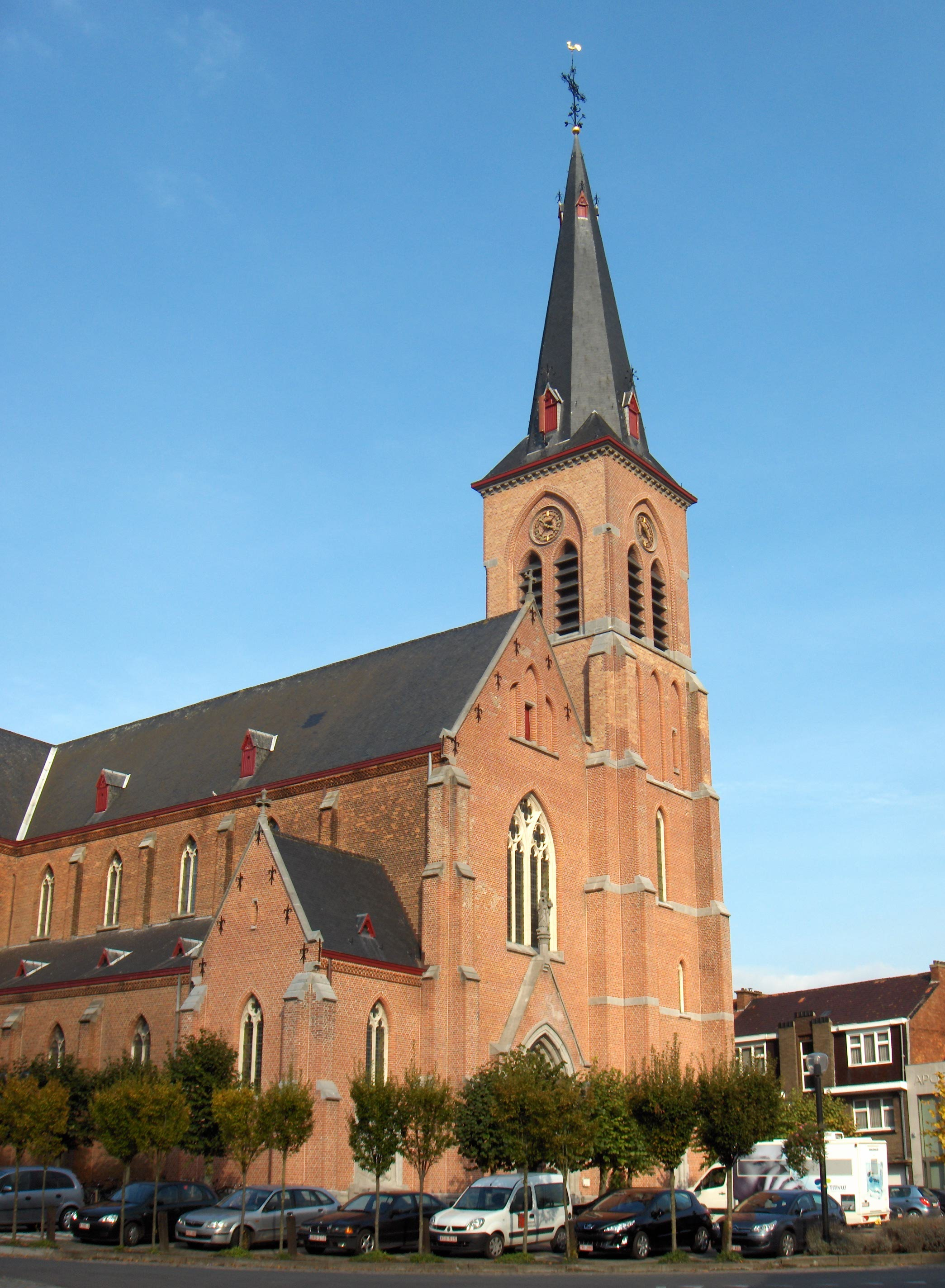
Sint-Willibrorduskerk te Knesselare

Knesselare is een dorp in de Belgische provincie Oost-Vlaanderen en een deelgemeente van Aalter. Knesselare ligt in de regio Meetjesland.
De N44 loopt ten oosten van de dorpskern Knesselare.

## Etymologie
De oorspronkelijke benaming "Knesselare" zou komen van "clesse" of kliskruid, een vochtminnende plant, wat wijst op een moerassig gebied; een "lare" is een onbebouwd, woest stuk grond. Samengevoegd betekent dit dus een moerassig, onherbergzaam en ruw gebied.

## Geschiedenis
In 1992 werd een grafheuvel uit de bronstijd gevonden. Ook was er een nederzetting uit de Romeinse tijd (3e eeuw). In 1128 werd Knesselare voor het eerst schriftelijk vermeld, als Cnislara. De plaats is waarschijnlijk vanuit een Frankische ontginningshoeve ontstaan.
De parochie bestond al in 1171 en werd toen geschonken aan het Onze-Lieve-Vrouwekapittel te Doornik. Het gebied werd van de 11e tot de 13e eeuw in leen gegeven aan de familie Van Knesselare. Later ontstonden er vier kleine heerlijkheden op het gebied van Knesselare.
Eind 19e eeuw en in de eerste helft van de 20e eeuw was de sigarenindustrie van belang voor Knesselare.
In 1977 werd Ursel een deelgemeente van Knesselare. In 2019 werden Knesselare en Ursel deelgemeenten van de fusiegemeente Aalter.

## Kernen
De gemeente Knesselare bestond, tot de fusie in 2019, uit twee deelgemeenten: Knesselare in het westen, Ursel in het oosten. Beide waren zelfstandige gemeenten tot eind 1976 waarna ze opgingen in de gemeente Knesselare. Buiten deze twee kernen liggen nog enkele gehuchten: Kapelle, Hulhoek, Westvoorde en Pietendries.

Kaart van Knesselare (1977-2019)

De gemeente Knesselare grensde aan volgende deelgemeenten:
- a. Maldegem
- b. Adegem (Maldegem)
- c. Oostwinkel (Lievegem)
- d. Zomergem (Lievegem)
- e. Bellem (Aalter)
- f. Aalter
- g. Sint-Joris (Beernem)
- h. Oedelem (Beernem)

### Tabel
| #  | Naam       | Oppervlakte (km²) | Bevolking (01/01/2006) |
| -- | ---------- | ----------------- | ---------------------- |
| I  | Knesselare | 16,55             | 5.655                  |
| II | Ursel      | 20,72             | 2.665                  |

## Bezienswaardigheden
- De Sint-Willibrorduskerk dateert uit 1892-1893, na de sloop van de oude kerk.
- De pastorie, vroeger omgracht, is gedateerd 1779, en werd in 1858 vergroot. De omgeving van de pastorie, de pastorietuin en de kerk zijn als dorpsgezicht beschermd.
- De Kapel Onze-Lieve-Vrouw-Voorspraak of Grote Kapel dateert uit 1735.
- De Pietendriesmolen, een houten staakmolen, in april 2024 gedemonteerd voor herstelling
- De Devreesesmolen, een windmolenrestant
- Een hoeve in de Langedonkstraat is beschermd als monument. Het boerenhuis dateert uit de 17e eeuw.
- Het Drongengoedbos en de Drongengoedhoeve

## Natuur en landschap
Knesselare ligt in Zandig Vlaanderen op een hoogte van ongeveer 15 meter. In het zuiden ligt het Kanaal Gent-Brugge. Hier is de hoogte ongeveer 12 meter. In het noorden ligt de cuesta van Oedelem-Zomergem met een hoogte tot 22 meter. In het noordoosten ligt het Drongengoedbos. Een belangrijke waterloop is de Slabbaartsbeek.

## Demografische ontwikkeling voor de fusie
- Bronnen:NIS,1831 t/m 1970=volkstellingen; 1976=inwoneraantal op 31 december

## Demografische ontwikkeling van de fusiegemeente
Alle historische gegevens hebben betrekking op de fusiegemeente, inclusief deelgemeenten, zoals ontstaan na de fusie van 1 januari 1977 tot de fusie met Aalter op 1 januari 2019
- Bronnen:NIS, Opm:1831 tot en met 1981=volkstellingen; 1990 en later= inwonertal op 1 januari

## Politiek

#### 2013-2018
Laatste burgemeester was Erné De Blaere van GROEP9910. Hij volgde in 2014 Fredy Tanghe op. De partij GROEP9910 had de absolute meerderheid met 14 op 19 zetels.

#### Resultaten gemeenteraadsverkiezingen van 1976 tot en met 2012[1]
| Partij               | Partij               | 10-10-1976 | 10-10-1976 | 10-10-1982 | 10-10-1982 | 9-10-1988 | 9-10-1988 | 9-10-1994 | 9-10-1994 | 8-10-2000 | 8-10-2000 | 8-10-2006 | 8-10-2006 | 14-10-2012 | 14-10-2012 |
| Stemmen / Zetels     | Stemmen / Zetels     | %          | 19         | %          | 19         | %         | 19        | %         | 19        | %         | 19        | %         | 19        | %          | 19         |
| -------------------- | -------------------- | ---------- | ---------- | ---------- | ---------- | --------- | --------- | --------- | --------- | --------- | --------- | --------- | --------- | ---------- | ---------- |
|                      | Agalev1 / Groen2     | -          |            | -          |            | 5,481     | 0         | 8,491     | 0         | 11,531    | 1         | 13,25     | 2         | 20,582     | 4          |
|                      | Groep9910            | -          |            | -          |            | -         |           | -         |           | -         |           | 59,14     | 12        | 65,39      | 14         |
|                      | E-VA                 | -          |            | -          |            | -         |           | -         |           | -         |           | -         |           | 14,03      | 1          |
|                      | G.V.P.               | -          |            | -          |            | -         |           | -         |           | 40,72     | 8         | 27,61     | 5         | -          |            |
|                      | GEMBEL               | 39,06      | 8          | 49,98      | 11         | 50,59     | 12        | 60,32     | 13        | 47,75     | 10        | -         |           | -          |            |
|                      | VB                   | -          |            | -          |            | -         |           | 31,19     | 6         | -         |           | -         |           | -          |            |
|                      | CVP                  | 48,9       | 10         | 40,31      | 8          | 33,35     | 7         | -         |           | -         |           | -         |           | -          |            |
|                      | SP                   | 12,05      | 1          | 7,73       | 0          | 4,02      | 0         | -         |           | -         |           | -         |           | -          |            |
|                      | PVV                  | -          |            | -          |            | 6,56      | 0         | -         |           | -         |           | -         |           | -          |            |
|                      | GOOSSE               | -          |            | 1,98       | 0          | -         |           | -         |           | -         |           | -         |           | -          |            |
| Totaal stemmen       | Totaal stemmen       | 5210       | 5210       | 5597       | 5597       | 5741      | 5741      | 5848      | 5848      | 5953      | 5953      | 6061      | 6061      | 5993       | 5993       |
| Opkomst %            | Opkomst %            |            |            |            |            | 98,09     | 98,09     | 96,01     | 96,01     | 95,48     | 95,48     | 92,62     | 92,62     | 92,27      | 92,27      |
| Blanco en ongeldig % | Blanco en ongeldig % | 2,5        | 2,5        | 3,38       | 3,38       | 3,41      | 3,41      | 4,38      | 4,38      | 7,79      | 7,79      | 7,38      | 7,38      | 8,29       | 8,29       |

De getallen in vetjes duiden de bestuursmeerderheid aan. De grootste partij staat in kleur.

Zie voor de gemeenteraadsverkiezingen van 2018 en later op de fusiegemeente Aalter.

## Bekende inwoners uit Knesselare
- Hans De Clercq (ex-wielrenner)
- Eugenius Maeyens (dokter en burgemeester)
- Sven Ornelis (radio- en televisiepresentator)
- Jan Baptist van de Woestijne (stichter van verschillende kloosters in België)
- Henk Houwaart (voetbaltrainer)
- Bjorg Lambrecht (prof wielrennen)

## Nabijgelegen kernen
Oedelem, Sint-Joris, Oostveld, Kleit, Ursel, Aalter-Brug